# Partido Autonomista Nacional
Partido Autonomista Nacional (PAN) foi um dos partidos ativos na Argentina, que entre 1880 e 1916, estabeleceu no país governos conservadores. Foi o período de ouro da economia Argentina, com excelentes resultados econômicos e o povo experimentando uma ascensão social.

## Presidentes
Pertenceram a este partido os seguintes presidentes:
- Nicolás Avellaneda (1874 - 1880)
- Julio Argentino Roca (1880 - 1886, 1898 - 1904)
- Miguel Juárez Celman (1886 - 1890)
- Carlos Pellegrini (1890 - 1892)
- Luis Sáenz Peña (1892 - 1895)
- José Evaristo Uriburu (1895 - 1898)
- Manuel Quintana (1904 - 1906)
- José Figueroa Alcorta (1906 - 1910)
- Roque Sáenz Peña (1910 - 1914)
- Victorino de la Plaza (1914 - 1916)